# Ryūō, Shiga
Ryūō (japanska: 竜王町?, Ryūō-chō) är en landskommun i Shiga prefektur i Japan.